# Omanolidia bistyla
Omanolidia bistyla är en insektsart som beskrevs av Nielson 1982. Omanolidia bistyla ingår i släktet Omanolidia och familjen dvärgstritar. Inga underarter finns listade i Catalogue of Life.